# Arthuriomyces
Arthuriomyces är ett släkte av svampar. Arthuriomyces ingår i familjen Phragmidiaceae, ordningen Pucciniales, klassen Pucciniomycetes, divisionen basidiesvampar och riket svampar.
|               | Mainsia                                                                            |
|               |                                                                                    |
|               | Morispora                                                                          |
|               |                                                                                    |
|               | Phragmidium                                                                        |
|               |                                                                                    |
|               | Gymnoconia                                                                         |
|               |                                                                                    |
|               | Trachyspora                                                                        |
|               |                                                                                    |
|               | Physonema                                                                          |
|               |                                                                                    |
|               | Hamaspora                                                                          |
|               |                                                                                    |
|               | Gerwasia                                                                           |
|               |                                                                                    |
|               | Frommeëlla                                                                         |
|               |                                                                                    |
|               | Kuehneola                                                                          |
|               |                                                                                    |
| Arthuriomyces | \| \| Arthuriomyces peckianus \| \| \| \| \| \| Arthuriomyces rubicola \| \| \| \| |
|               | \| \| Arthuriomyces peckianus \| \| \| \| \| \| Arthuriomyces rubicola \| \| \| \| |
|               | Scutelliformis                                                                     |
|               |                                                                                    |
|               | Xenodochus                                                                         |
|               |                                                                                    |
|               | Joerstadia                                                                         |
|               |                                                                                    |
|               | Arthuriomyces peckianus                                                            |
|               |                                                                                    |
|               | Arthuriomyces rubicola                                                             |
|               |                                                                                    |

|  | Arthuriomyces peckianus |
|  |                         |
|  | Arthuriomyces rubicola  |
|  |                         |